# Else Margrethe Sehested
Else Margrethe Sehested (1708 – 26. december 1775 på Villestrup) blev gift med Werner Rosenkrantz 1737. 1763 modtog de begge ordenen l'union parfaite.